# Francisco Puy Muñoz
Francisco Puy Muñoz (Cambil, 12 gennaio 1936 – Santiago di Compostela, 31 luglio 2024) è stato un giurista spagnolo.

## Biografia
Laureatosi in giurisprudenza nel 1958 e conseguito il dottorato nel 1961 presso l'Università di Granada, divenne professore di filosofia del diritto nella stessa università per poi spostarsi, a partire dal 1966, all'Università di Santiago de Compostela. Fu il fondatore della Fondazione Alfredo Brañas di cui presiedette il consiglio di amministrazione dal 1990. Diresse un programma di ricerca triennale sulla "storia della filosofia del diritto spagnolo", dedicato in particolare alla giurisprudenza galiziana.
Fu eletto consigliere di Santiago di Compostela nel 1973 in rappresentanza della terza famiglia. Su proposta di Alleanza Popolare, fu membro e segretario della commissione dello Statuto dei Sedici . 
Insieme ai colleghi Enrique Luño Peña, Luis Legaz Lacambra e José Corts Grau, fu uno dei giuristi spagnoli sostenitori del giusnaturalismo.